# Sainte-barbe (navire)
Pour les articles homonymes, voir Sainte-Barbe.
La sainte-barbe désigne divers espaces d'un navire, liés à l'entreposage des poudres et matériels d'artillerie.

## Étymologie
Le terme de sainte-barbe est à rapprocher de sainte Barbe, patronne des artilleurs.
Le terme est tombé en désuétude à la fin du XIXe siècle, avec le remplacement de la poudre libre par l'emploi d'obus[réf. souhaitée].

## Désignation
On a donné ce nom à la chambre des canonniers, à l'arrière des vaisseaux de guerre. Elle était située au-dessous de la chambre du capitaine. Le maître canonnier, qui y entreposait également une partie de ses ustensiles, disposait de sa propre chambre, la petite sainte-barbe,,.
En des époques plus anciennes, le nom de sainte-barbe était donné au local où étaient stockées les poudres et les munitions. Cette appellation a été remplacée par celle de « soute aux poudres » ou « chambre des poudres », qui se trouvait généralement beaucoup plus bas que la chambre des canonniers, sous la « soute à biscuits ».
Il peut encore désigner, par ellipse, le pavillon de Sainte-Barbe.

## Construction

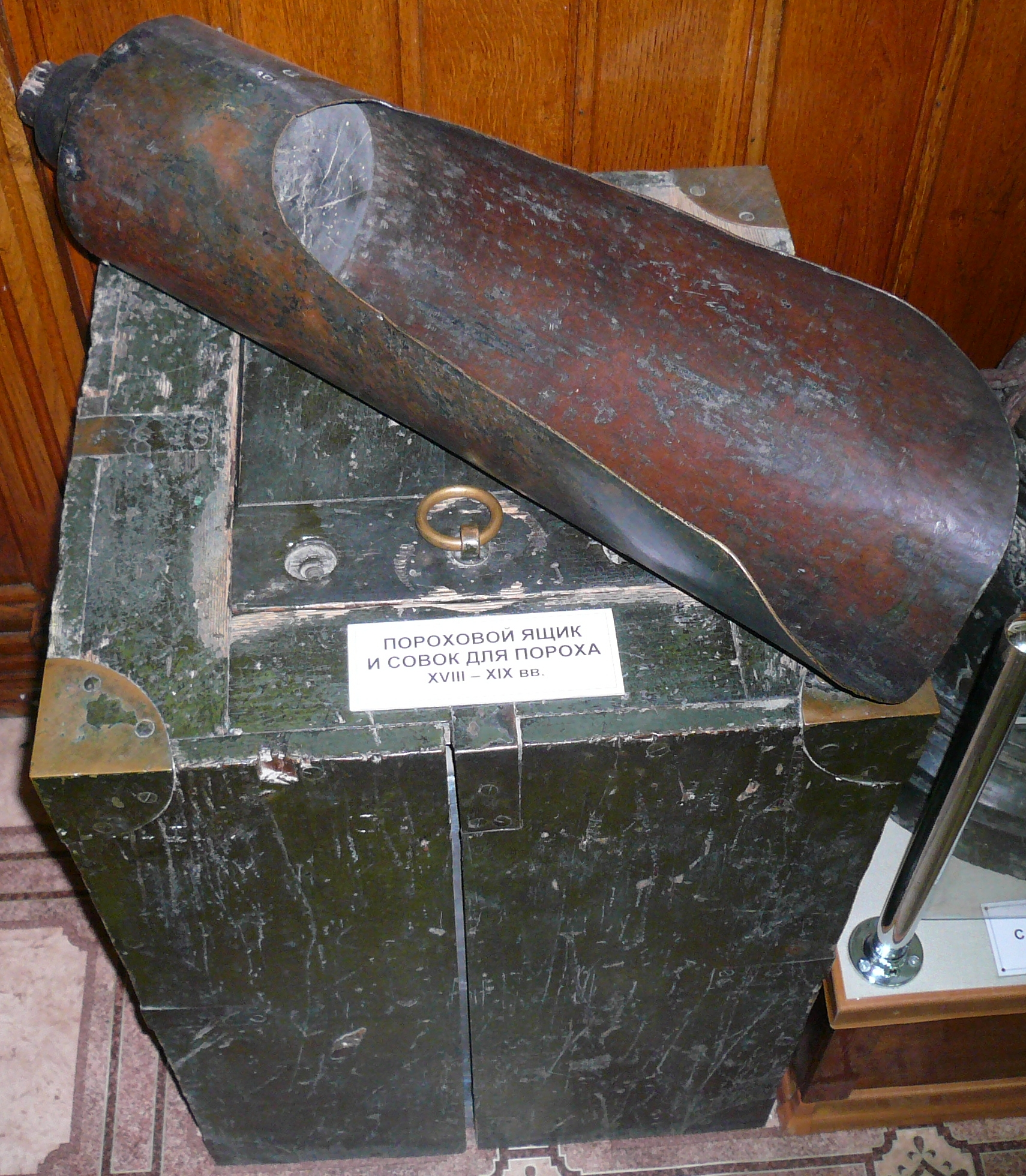
Caisse de poudre et cuiller à poudre,.

Lorsque l'on parle de local d'entreposage des poudres, la sainte-barbe est construite de manière spécifique. Elle « a une double cloison qui la sépare du paillot » et elle est « doublée par dedans de bons cuirs de vache et par dehors de fer blanc pour la garantir du feu », peut-on lire dans un ouvrage de 1691.
La sainte-barbe peut accueillir de petits cloisonnements, appelés « chambrillons ».
Selon un manuel de la flotte impériale russe datant de 1885, la sainte-barbe doit :
- être sous la ligne de flottaison ;
- être subdivisée en petits compartiments ;
- recevoir des barils de poudres étanches ;
- être suffisamment ventilée ;
- avoir son éclairage suffisamment en hauteur pour qu'en cas de heurt, cela ne vienne pas au contact de la poudre ;
- disposer d'orifices permettant de faire entrer ou sortir l'eau ;
- pouvoir être fermée à clé ;
- être éloignée de la cambuse et des chaudières.